# Camponotus lateralis

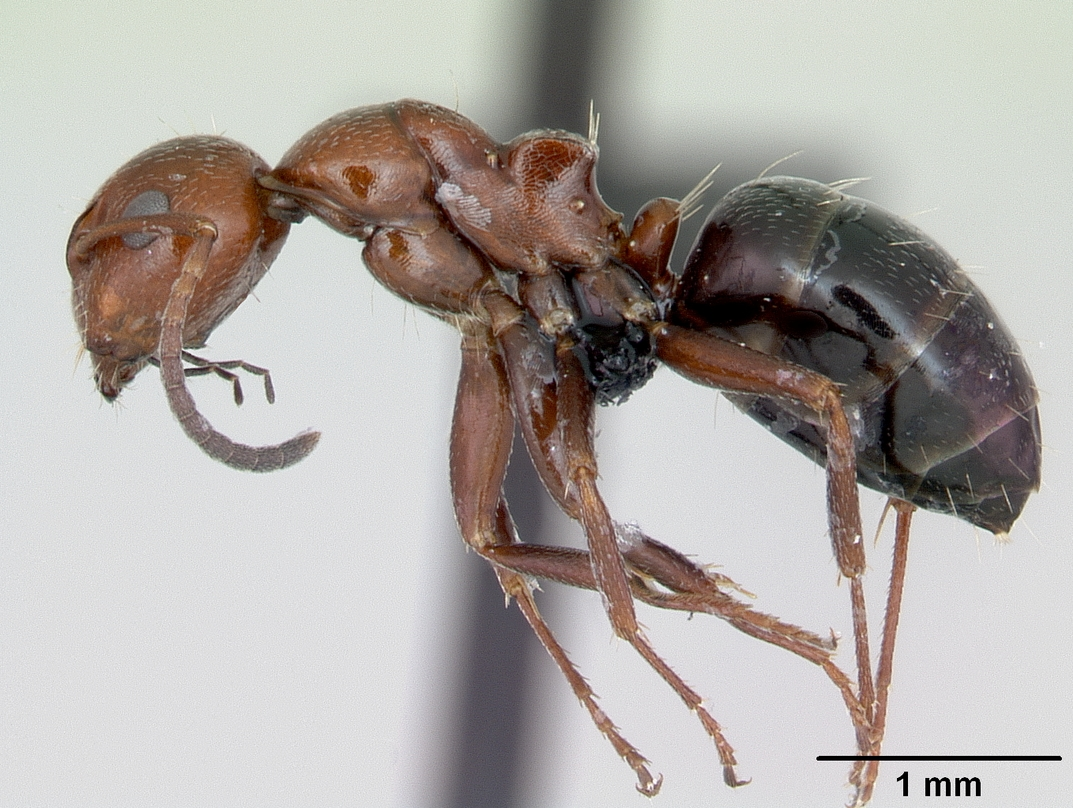

Camponotus lateralis  (лат.) — вид древесных муравьёв рода Camponotus из подсемейства формицины (Formicidae).

## Распространение
Западная Палеарктика: северо-западная Африка (Алжир); Кавказ; Крым; Южная и Центральная Европа; Израиль; Ливан; Сирия; Турция.

## Описание
Древесные муравьи красновато-чёрного цвета (голова и грудка красновато-коричневые, брюшко буровато-бурое). Среднего размера, рабочие длиной около 5 мм (солдаты и самки крупнее). Отличается следующими признаками: отстоящие волоски есть только в задней части дорзума проподеума; проподеальный дозум сзади угловатый, но без зубцов; тело слабо пунктированное (частично блестящее), дорзальная поверхность мезосомы с глубоким метанотальным швом.
Стебелёк между грудкой и брюшком состоит из одного членика (петиолюс), несущего вертикальную чешуйку. Жало отсутствует.

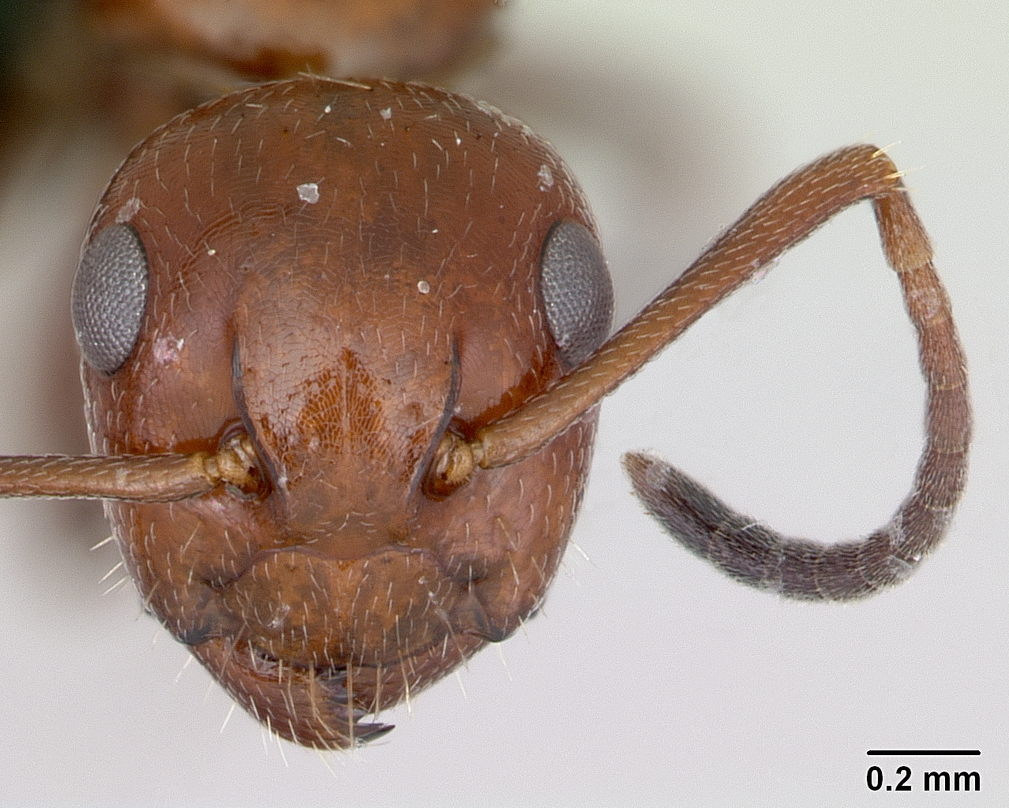
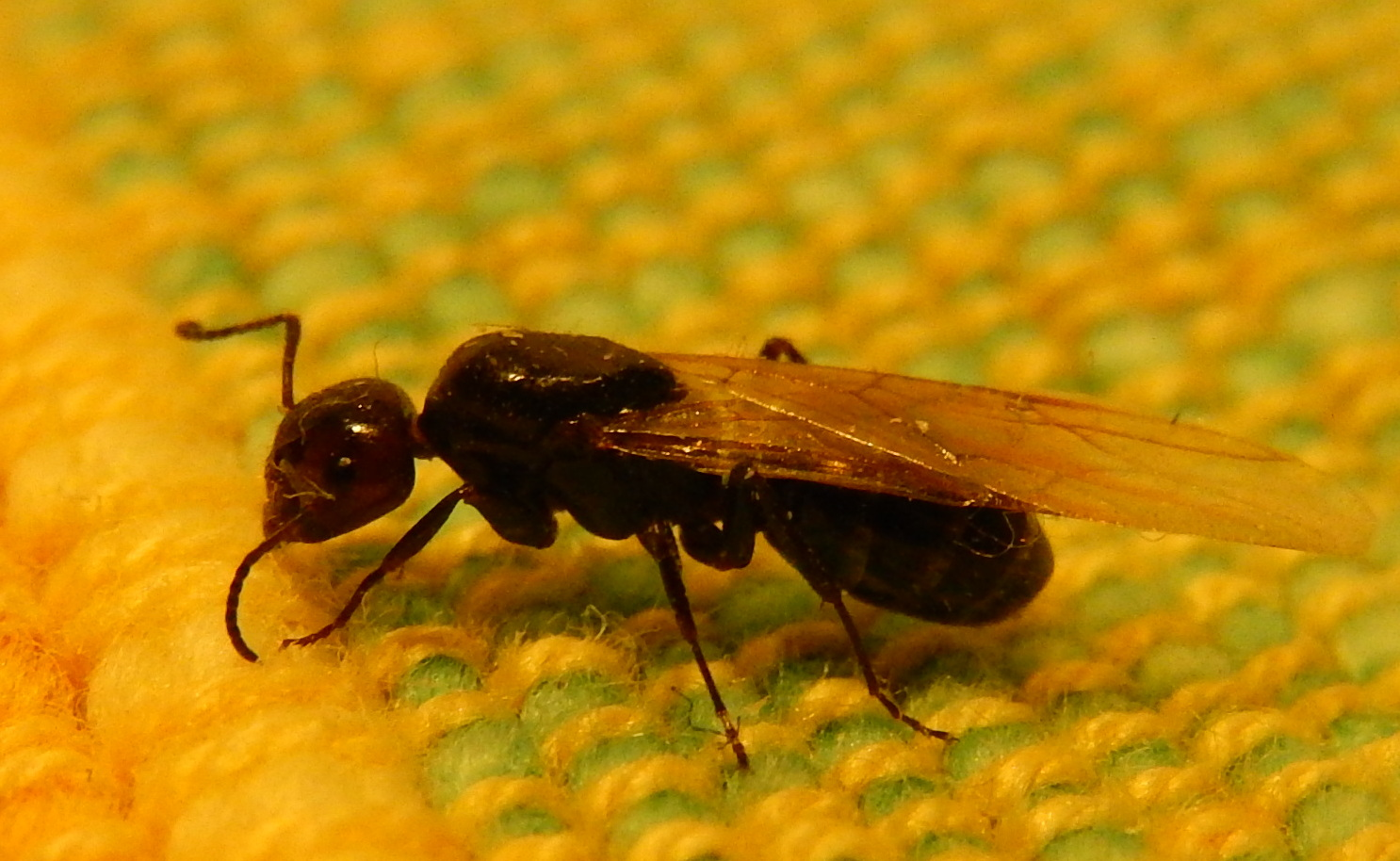
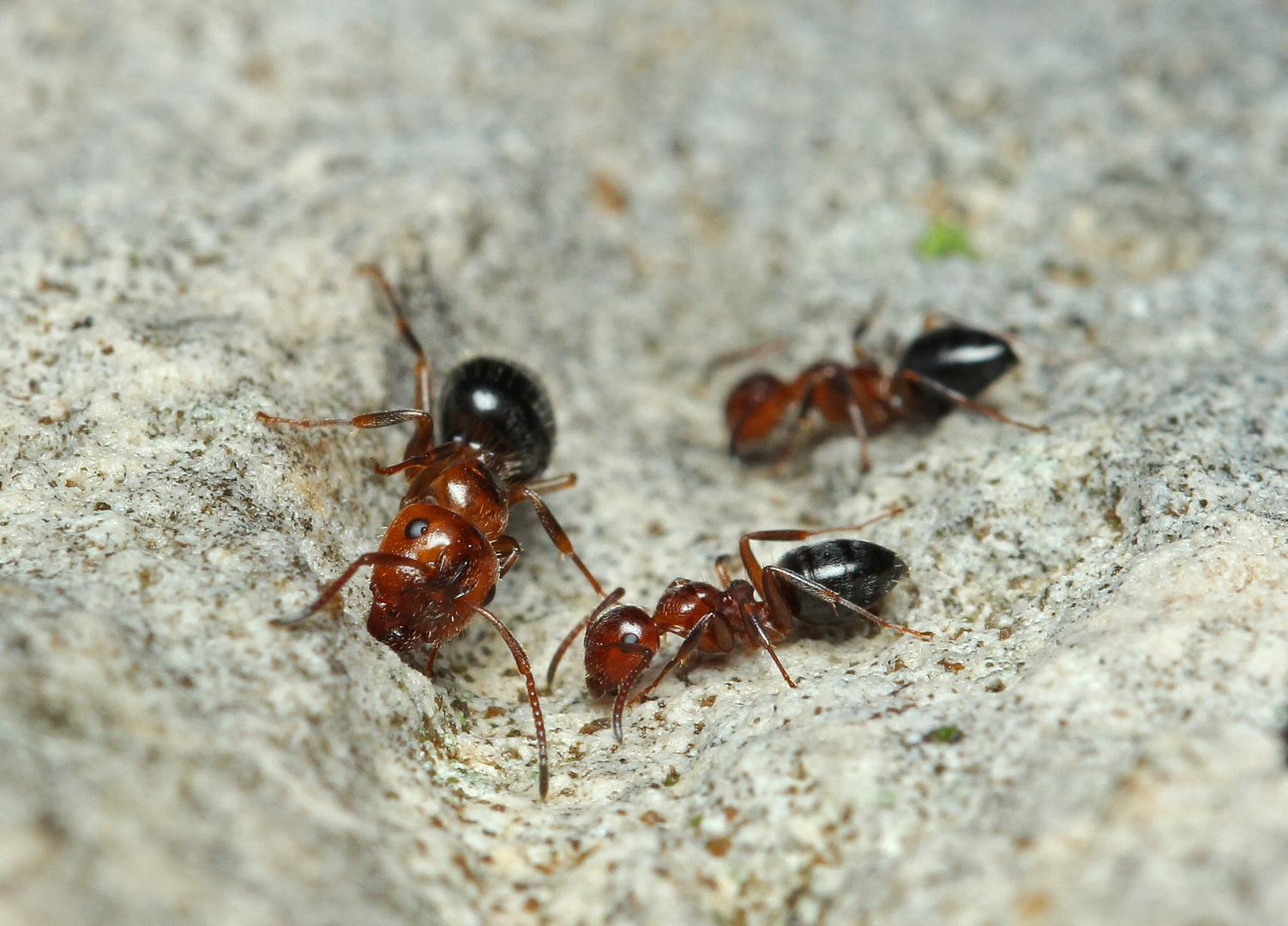

## Систематика
Вид был впервые описан в 1792 году по материалам из Франции под первоначальным названием Formica lateralis Olivier, 1792 и позднее включён в состав подрода Myrmentoma вместе с такими видами как Camponotus piceus, Camponotus gestroi и Camponotus anatolicus.